# Stazione di Brescia Violino
La stazione di Brescia Violino è una fermata della ferrovia Brescia-Iseo-Edolo, a servizio dei quartieri del Villaggio Violino e di quello della Badia.

## Storia
Nella prima metà degli anni dieci del XXI secolo, l'amministrazione provinciale Molgora prospettò un rilancio della ferrovia Brescia-Iseo ripristinando la stazione di Mandolossa e attivando nuove fermate presso il Villaggio Violino e il quartiere Primo Maggio.
Nel 2018, l'amministrazione regionale Maroni finanziò un piano di rilancio della ferrovia Brescia-Iseo che nel lungo termine consentisse di migliorare il cadenzamento delle corse, portando la frequenza a trenta minuti, tra Brescia e Iseo, e a quindici, fra il capoluogo e Castegnato. In questo piano fu inserita la costruzione della fermata di Brescia Violino.
Il progetto definitivo dell'impianto fu presentato nel gennaio 2020 da Ferrovienord, con l'aiuto di Nord_Ing come consulente tecnico e ingegneristico, mentre il progetto esecutivo fu completato a dicembre 2021. L'appalto fu assegnato nell'estate 2022 all'impresa Ste.Pa. in collaborazione con il Consorzio Stabile Artemide. La consegna dei lavori, che furono finanziati dall'amministrazione regionale per tre milioni di euro, avvenne il 6 dicembre dello stesso anno.
I lavori terminarono a dicembre 2023, poco prima dell'apertura al servizio pubblico, avvenuta il 10 dello stesso mese. L'infrastruttura fu poi inaugurata il 20 dicembre dello stesso anno in presenza delle autorità regionali e municipali.

## Strutture e impianti
La fermata fu progettata considerando il potenziale raddoppio della ferrovia tra Brescia Borgo San Giovanni e Mandolossa.
La parte realizzata è relativa al lato settentrionale del progetto originario che si addossa sulla linea esistente nei pressi del cavalcavia di via Rotari: la banchina è unica e si sviluppa per circa 101 m di lunghezza ad un'altezza di 55 cm dal piano del ferro. L'accesso è garantito da un corpo scala lungo 8,6 m e da una rampa d'accesso per le persone a disabilità ridotta con pendenza del 5% e lunghezza di 58,1 m. La banchina è protetta parzialmente da una pensilina metallica lunga 50 m.

## Movimento
È servita dai treni regionali delle relazioni Brescia-Iseo e Brescia-Breno di Trenord.

## Interscambi
La fermata è servita dalle autolinee 9 e 16 della rete di trasporto pubblico urbano e da alcune autolinee extraurbane della Ferrovie Nord Milano Autoservizi e di Trasporti Brescia Sud. 
Nei pressi è presente anche la stazione 44 "Violino" del servizio di Bike sharing Bicimia.